# Альтес Ланд
Альтес Ланд (нім. Altes Land) — регіон у Німеччині, частина заплави на південному березі Ельби в Гамбурзі та в північній частині Нижньої Саксонії. Місцевість є найбільшою зоною вирощування фруктів у Європі.